# Bettina Lüdicke
Bettina Lüdicke (* 22. Juli 1958 in Darmstadt) ist eine deutsche Bildhauerin und Zeichnerin. Sie lebt und arbeitet in Berlin.

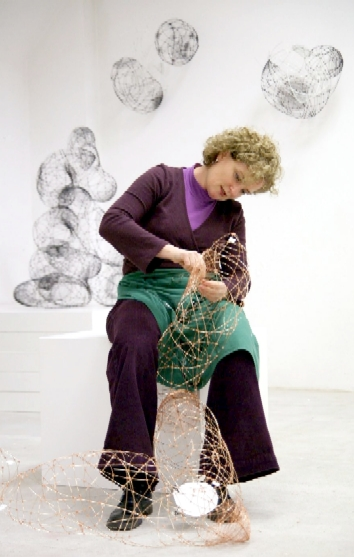
Bettina Lüdicke in ihrem Atelier

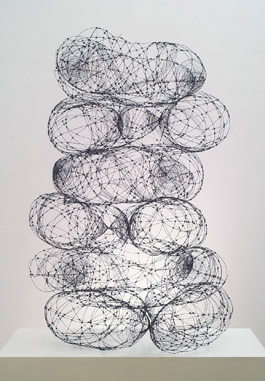
Drahtplastik Turm (2006)

## Leben
Im Anschluss an ein Designstudium an der Fachhochschule Coburg von 1979 bis 1985 war Bettina Lüdicke zunächst bis 1994 freiberuflich als Textildesignerin tätig. Nach ihrem Umzug nach Berlin studierte sie dort von 1994 bis 1997 bei Barbara Erdmann an der Hochschule der Künste. Seither ist sie freischaffend tätig. Ihr Werk ist äußerst vielfältig. Beginnend mit Zeichnung ging ihr Schaffen über zu Arbeiten mit Kupferdraht. In den letzten Jahren entwickelte sie sich zu einer profilierten Bildhauerin. Während ihre Tante, die Bildhauerin Marianne Lüdicke, ihre Figuren oft in Bronze festhält, bevorzugt Bettina Lüdicke in der Bildhauerei den fränkischen Muschelkalk. In ihren Werken begegnet man oft Formen, wie sie in der Natur nicht vorkommen – und doch vorkommen können. Ihre Steinarbeiten zeigen grundlegende zwischenmenschliche Beziehungen. Gerade die Abstraktion der Formen macht das Werk von Bettina Lüdicke aus.
2013 erhielt Bettina Lüdicke den Jurypreis für Skulptur der LebensArt-Stiftung Köln.

## Zitate
„Feingliedrig und filigran, gebunden und geschwungen, Gebilde ganz aus Zwischenräumen, aus Luft und Draht geformt, geformt aus den dünnen Linienverläufen, dem Spannungsverhältnis zwischen Körper und Raum, außen und innen, dem noch-nicht oder nicht-mehr einer Berührung: An diesem instabilen Ort setzt das künstlerische Konzept Bettina Lüdickes an, ein Konzept das nicht anders als als Raumgewinnung bezeichnet werden kann. Was gewonnen werden will sind Übersetzungen, Transformationen für die inneren Räume, die Räumlichkeit des Daseins, die Klaviatur der Empfindungen, die ins Schwingen gerät sobald uns der Raum geschieht, bewusst wird. Wie uns geschieht, wenn uns die Eindrücke von Ferne und Nähe, Weite und bedrückender Enge, auch maßloser Freiheit, in innere Erregungszustände übergehen.“

„Nichts bleibt verborgen in den Arbeiten der Künstlerin, das zart vibrierende Innere wird von fragilen und hauchzarten Linien umhüllt. Die Schattenlinien sind abhängig vom Ganzen und haben doch ein Eigenleben. Die Innenseite von Bettina Lüdickes Werken ist ebenso wichtig wie die Außenseite. Die Luft durchdringt die Werke und erreicht das Zentrum, von dem die Kraft und das Gleichgewicht ausgehen. Ihre Werke erlauben es unserem Blick einzudringen und den Weg zum Ursprung zu verfolgen. Sie zeigt uns den klarsten Umriss und lädt uns so ein, den Blick vom Offensichtlichen auf den Abglanz der Realität zu lenken.“

## Ausstellungen
- 1996 – faserfugenrisse, Ausstellung in der Petri-Kapelle von St. Peter und Paul (Brandenburg an der Havel)
- 2003 – Neue Berliner Sinnlichkeit, Galerie im Körnerpark, Berlin
- 2006 – Zwei Generationen, Galerie im Alten Rathaus, Prien (mit ihrer Tante Marianne Lüdicke)
- 2007 – Turm & Zelle, Galerie ARTAe Leipzig
- 2009 – Präsenz und Freiraum, Galerie ARTAe, Leipzig
- 2010 – Zellbauten, Galerie Bernau
- 2011 – Galerie an der Pinakothek der Moderne, Barbara Ruetz, München

Beteiligungen und Messen
- 2006 – ART Salzburg, Galerie Artbuero Berlin (Salzburg)
- 2007 – Nord Art 2007, Büdelsdorf
- 2008 – Medium Zeichnung, Große Kunstausstellung im Haus der Kunst, München; Schwerelos-Raumgreifend und immateriell, Galerie Netuschil, Darmstadt[4]; Körper-Formen, Tempelhof-Schöneberger Kunstpreis 2008
- 2009 – Messebeteiligung:6. Berliner Kunstsalon, tmp.salon, Berlin POP OUT: Copenhagen / danish german art week, Kopenhagen; TANGENTEN, Meisterhäuser Kandinsky/Klee, Dessau; Große Kunstausstellung Halle 2008
- 2010 – Blattbildung, Galerie ARTAe, Leipzig; Mutterboden Kunsthalle Villa Kobe, Halle/Saale[5] und Messebeteiligung: tease art fair 04. Galerie ARTAe, Köln
- 2011 – Entlang des Fadens – Das Textile als Medium der zeitgenössischen Kunst. Kunst-Archiv Darmstadt
- 2011 – sculpture network Drawing Symposium 2011 an der Universität Huddersfield[6]
- 2012 – European sculpture – methods, materials, poetry, Edsvik Kunsthalle, Stockholm, Schweden[7][8]

- 2017 Artgeschoss 2017, Salzgitter
- 2020 Art Karlsruhe

## Werke
Steinarbeiten
- 2004 – Zweisam (fränkischer Muschelkalk)
- 2005 – Huckepack (fränkischer Muschelkalk)
- 2005 – Geschützt (fränkischer Muschelkalk)

Drahtarbeiten
- 2004 – DURCHundDURCH
- 2004 – Ungleiche
- 2006 – Pyramide 3
- 2009 – Helix 3
- 2010 – Installation Kugelwand

Zeichnungen
- 2004 – Siamesische Versammlung (Mischtechnik, Pastell)
- 2005 – Zirkulierende (Mischtechnik, Collage)
- 2007 – Torus (Tusche, Pastell)